# 法沃罗勒 (上马恩省)
法沃罗勒（法語：Faverolles，法語發音：[favʁɔl] ⓘ）是法国上马恩省的一个市镇，属于朗格勒区。

## 地理
法沃罗勒（47°56'52"N, 5°12'37"E）面积17.28 平方千米，位于法国大東部大區上马恩省，该省份为法国东北部内陆省份，北起马恩省和默兹省，西接奥布省，西南接科多尔省，东南接上索恩省，东临孚日省。
与法沃罗勒接壤的市镇（或旧市镇、城区）包括：博舍曼、马拉克、马恩河畔马尔奈、罗朗蓬、马恩河畔沃塞涅、叙兹河畔维利耶。

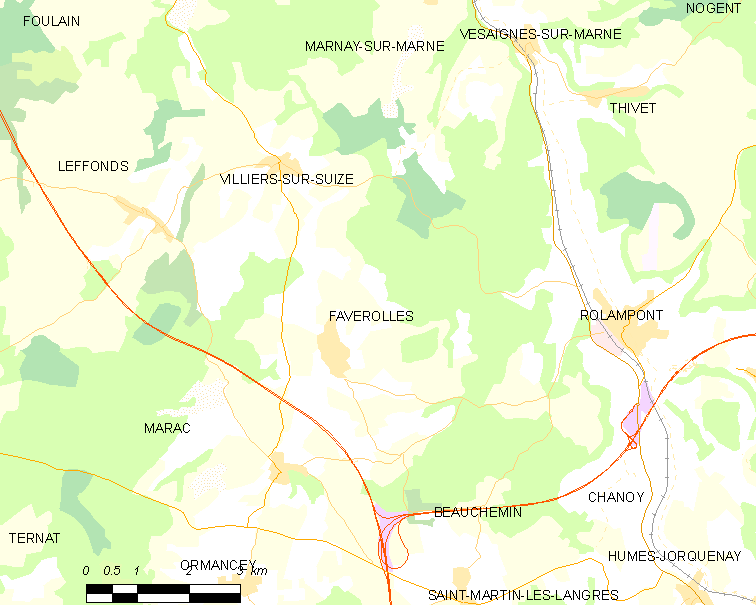
的OSM定位图

法沃罗勒的时区为UTC+01:00、UTC+02:00（夏令时）。

## 行政
法沃罗勒的邮政编码为52260，INSEE市镇编码为52196。

## 政治
法沃罗勒所属的省级选区为朗格勒县。

## 人口

1962-2008年间人口变化图示

法沃罗勒于2022年1月1日时的人口数量为96人。